# نادي أهلي حلب
النادي الأهلي الحلبي أو نادي أهلي حلب  أو هو نادٍ احترافي متعدد الرياضات يلعب في مدينة حلب السورية، تأسس في 20 كانون الثاني/يناير عام 1949، ويعرف غالباً من خلال نادي كرة القدم التابع له الذي ينافس في بطولة الدوري السوري الممتاز؛ وهو أعلى دوري كرة قدم في سوريا. يعد النادي من أفضل الأندية في تاريخ الكرة السورية، حيث فاز بستة ألقاب من الدوري السوري الممتاز وتسعة ألقاب من كأس الجمهورية، وفي آسيا استطاع نادي حصد بطولة كأس الاتحاد الآسيوي مرة واحدة في عام 2010.
حصل النادي على رخصة رسمية في 25 كانون الثاني/يناير عام 1953.
يلعب النادي مبارياته البيتية على ملعب حلب الدولي الذي يتسع لـ75,000 متفرج وافتتح في 2008، كما يلعب حالياً على ملعب الاتحاد الذي يتسع لـ10,000 متفرج منذ بداية الصراع في سوريا.
كما يتم لعب حوالي 20 من الألعاب الرياضية في النادي، أهمها كرة السلة.

الشعار السابق للنادي والذي كان يحمل اسم الاتحاد

## التاريخ
تعود البدايات الأولى للنادي إلى أواخر الاحتلال الفرنسي في الاربعينات من القرن العشرين، حتى انطلق النادي بشكل رسمي عام /1951/ حين حصل النادي على حق الإشهار الذي وقعه أنور تللو مدير التربية الرياضية في ذلك الوقت في وزارة المعارف السورية.
وبدأ بممارسة نشاطاته الرياضية ممثلة بكرة القدم بعد اندماج ثلاثة أندية شعبية شكلت فيما بينها نادي حلب الأهلي وهذه الفرق هي :
- أسود الشهباء واشرف عليه محمد كيال
- النجمة وأشرف عليه أحمد ملقي
- المعري وأشرف عليه صبحي غضنفر.

تم إعلان النادي رسمياً بتاريخ 25 كانون الثاني/يناير عام 1953 من قبل المؤسسين: محمد زم، محمد خير فارس، ثريا كعدان، غالب كعدان، مصطفى عزيزي، جورج ناقوس وساطع هبراوي.
بعد صدور قرار الإعلان الرسمي من قبل وزارة المعارف اجتمعت الهيئة العامة للنادي وتم انتخاب أول مجلس إدارة للنادي الذي تكون من: محمد جلب رئيسا، مصطفى عزيزي نائباً للرئيس، مظفر عقاد أميناً للسر، وكل من عارف ترمانيني، عبد السميع تلجبيني، سالم ايمش وعدنان هباش أعضاءً للإدارة.
وقد مارس النادي في البدايات كرة القدم وكرة الطائرة وكرة السلة وكرة الطاولة والسباحة وألعاب القوى وقد تحول اسم النادي إلى نادي الاتحاد الرياضي بعد صدور المرسوم التشريعي رقم / 38 / لعام 1972 الناظم للحركة الرياضية في الجمهورية العربية السورية.
يقع النادي في حي الشهباء أرقى أحياء مدينة حلب وعلى مساحة تقدر بحوالي /4000/م2.
وبدأ النادي الوليد حلب الأهلي يمارس نشاطه الكروي على النطاق المحلي الوطني ويشارك في البطولات التي كانت قائمة آنذاك، خاصة بطولة حلب ودرع بلدية حلب والمناسبات المحلية الأخرى.
تألف فريق حلب 1951 آنذاك من اللاعبين: مظفر عقاد، أحمد ملقي، محمد كيال، شكيب جلب، مالك رحمون، نابه دبسي، محمد وهبي، زكريا حزام، نذير عويجة، عبد القادر طيفور، نيلزي جوبان، صبحي جوبان، عارف ترمانيني، حسن كال، خليل نواف، يوسف محمود، مصطفى حلاق.

## رؤساء النادي
تعاقب على رئاسة نادي الاتحاد:
- محمد جلب (1951-55)
- عبد الرحمن عطية (1956)
- عمر هندي (1957)
- جلال ملاح (1958)
- أحمد هلال زين الدين (1958-68)
- نصوح برازي (1968-70)
- إسماعيل يوسفي
- ثابت ناصر آغا
- صفوت جوخة جي
- فوزي كيال
- ثريا كعدان
- محمد خلوصي
- مصطفى عزيزي
- محمود دملخي
- فوزي كيال
- أحمد كيال
- جودت محوك
- يحيى حجار
- بسام ديري
- محمد أشتر
- عمر كيال
- باسل حموي
- مروان فداوي
- محمد عفش
- أحمد كيال
- علاء جوخه جي
- مفيد مزيك
- باسل حموي
- رصين مرتيني

## الملعب

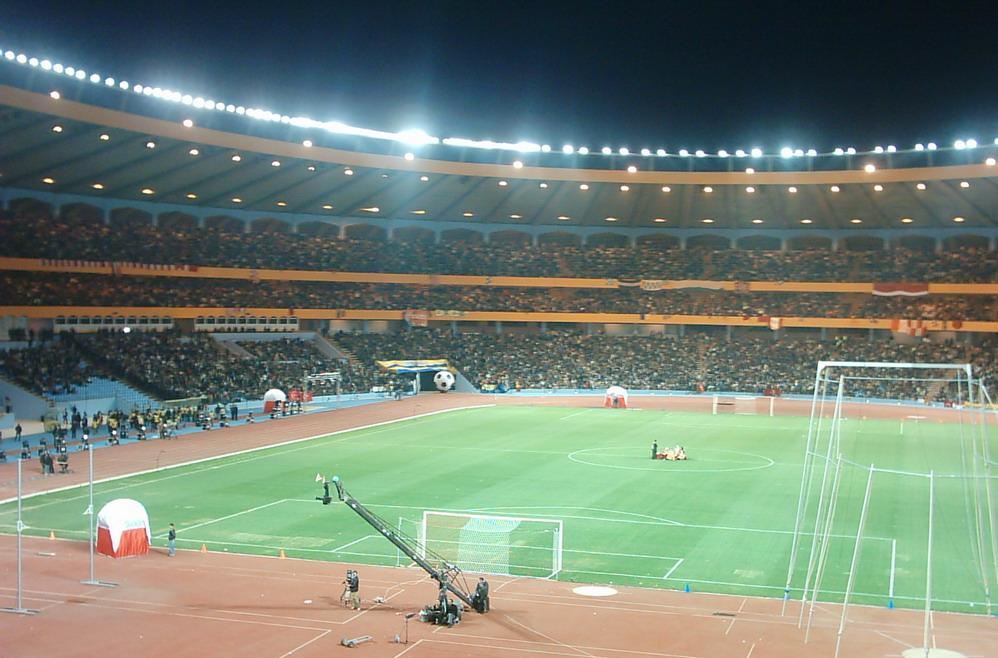
جماهير نادي الاتحاد الحلبي في ملعب حلب الدولي

كانت أرض نادي الاتحاد الحلبي الأولى في خمسينات القرن الماضي هي الملعب البلدي بحلب الذي يعد أحد الملاعب التاريخية في سوريا، بعدها في تسعينات القرن الماضي انتقل النادي للعب على أرض ملعب الحمدانية الذي بني حديثاً، وفي عام 2008 نقل النادي مبارياته البيتية في الدوري السوري والمنافسات الآسيوية إلى ملعب حلب الدولي الذي يتسع لـ75,000 متفرج، والذي يعد أكبر الملاعب في سوريا، ومع بداية الحرب الأهلية السورية نقل النادي أرضه إلى ملعب تدريباته ملعب الاتحاد الذي يتسع لـ10,000 متفرج، بسبب قرب الملعب الدولي من موقع المواجهة العسكرية بين أطراف الحرب.
| اسم الملعب         | السعة  | السنوات   |
| ------------------ | ------ | --------- |
| الملعب البلدي بحلب | 12,000 | 1949–90   |
| ملعب الحمدانية     | 25,000 | 1990–08   |
| ملعب حلب الدولي    | 75,000 | 2008–2011 |
| ملعب الاتحاد       | 10,000 | 2011–     |

## الطقم الرسمي
منذ تأسيسه، أصبح اللون التقليدي للطقم الرسمي في نادي الاتحاد الأحمر وبه العديد من التصميمات على مر السنين. لذلك، يتم تسمية النادي بالقلعة الحمراء من قبل المعجبين للدلالة على أحد أهم معالم مدينة حلب الرئيسية؛ قلعة حلب. قد تختلف الأطقم الاحتياطية بين طقم أبيض كامل وطقم أبيض مع خطوط حمراء على القميص.

## الألعاب الممارسة في النادي
يمارس النادي اثنين وعشرين لعبة منها:
كرة القدم، كرة السلة، كرة الطائرة، كرة اليد، كرة الطاولة، كرة المضرب، الريشة الطائرة، الدراجات، ألعاب القوى، الجمباز، السباحة، الكاراتيه، اللياقة البدنية، التايكواند، الملاكمة، المصارعة، الشطرنج، الجودو.

## لاعبون سابقون
قدم نادي الاتحاد الحلبي عبر مسيرته الرياضية عدداً كبيراً من اللاعبين النجوم الذين بصموا واحتلوا مكانتهم اللائقة في المنتخبات الوطنية السورية وأبرزهم
في كرة القدم:
جيل الخمسينات: مظفر عقاد، نذير عويجة، محمد وهبي، حسن كال، سالم ايمش، عبد القادر طيفور، مصطفى حلاق، خليل نداف، زكريا حزام، يوسف محمود، علي رحمون، شعبان ميلاجي، عدنان غريواتي.
الستينيات: وائل عقاد، عبد الله حزام، كمال ورد، سمير فرواتي، البير طويل، يحيى حجار، محمد هواش، مصطفى مجوز، محمد نافع بستنلي (الشهير فاتح زكي) أحمد حمصي، أحمد كدرو، محمد مبيض، عمر سواس، هدى عطار، مصطفى حزيني، جمعة الراشد، عبد السلام سمان، سعد الله قباني، اسعد خطيب.
السبعينات: محمد ختام، الشهيد فوزي الجسري، محمد شاهين، مروان قسطلي، ياسين طراب، عيسى ضبع، جهاد شيط، فاخر زين الدين، سمير خانجي، محمود سلطان، مروان شريفة، عمر نجار، نزار قبرطاي، محمد وليد أشقر، عبد الباسط حلاب، عبد الرحمن كاتبة، عبد المنعم مكتبي، هيشام.
الثمانينات: عبد الناصر عباسي، محمد رياض جابي، أحمد هواش، جمال هدلة، جهاد اشرفي، أيمن حزام، محمد جقلان، جورج نصري، سمير ليلى، محمود السيد، مأمون المهندس، أحمد وتد، كامل نجمي، هشام قسطلي. عبد الرزاق حميدي
التسعينات: محمد عمار أزمر لي، سعد سعد، محمد عفش، ياسر لبابيدي، ماهر صابوني، محمد ياسر السباعي، عدنان صابوني، رضوان الابرش، مصطفى جبقجي، الدكتور خالد الحلو، محمد علي حموي، انس صابوني، مهند البوشي، عبد الملك عزيزي، نهاد البوشي، ياسر جركس، انس صاري، خالد عريان، بكري حموي، ياسر هواش، محمد العبد الله، فادي عفش، عمار حزام، سامر حزام، منوخ نصار (جوني)، مجد الدين حريري.

## الإنجازات

### كرة القدم
- الدوري السوري: 7

فاز: 1967، 1968، 1977، 1993، 1995، 2005، 2025
وخلال مسيرة الدوري احتل نادي الاتحاد أحد المراكز الثلاثة الأولى 24 مرة من أصل 39 دوري.
وهذه قائمة بأسماء المدربين الذين أحرزوا بطولة الدوري
| الموسم    | المدرب                      |
| --------- | --------------------------- |
| 1966-1967 | عبد القادر طيفور            |
| 1967-1968 | زكي ناطور                   |
| 1976-1977 | زكي ناطور                   |
| 1992-1993 | أحمد هواش                   |
| 1994-1995 | فاتح زكي، رميلو، أمين آلاتي |
| 2004-2005 | ياسر سباعي                  |
| 2024-2025 | أحمد حواش                   |

- كأس سوريا: 9

فاز: 1965, 1973, 1982, 1984, 1985, 1994, 2005, 2006, 2011
ووصل للمباراة النهائية 16 مرة من أصل 42 مرة أقيمت فيها المسابقة.
وهذه قائمة بأسماء المدربين الذين أحرزوا بطولة الكأس
| الموسم    | المدرب           |
| --------- | ---------------- |
| 1965-1966 | عبد القادر طيفور |
| 1972-1973 | زكي ناطور        |
| 1981-1982 | محمود سلطان      |
| 1983-1984 | محمود سلطان      |
| 1984-1985 | فاتح زكي         |
| 1993-1994 | فاتح زكي         |
| 2004-2005 | ياسرالسباعي      |
| 2005-2006 | حسين عفش         |
| 2010-2011 | مصطفى جبقجي      |

- كأس الاتحاد الآسيوي: 1

فاز: 2010

### كرة السلة
- الدوري السوري: 20

فاز: 1979, 1980, 1981, 1982, 1983, 1984, 1985, 1986, 1987, 1988, 1989, 1990, 1991, 1992, 1996, 2000, 2006, 2022
- 'كأس سوريا: 9

فاز: 1980, 1981, 1982, 1984, 1985, 1997, 1998, 2000, 2020

### رياضات أخرى
بطولة أندية الجمهورية بالسباحة عدة مرات.
بطولة أندية الجمهورية بالدراجات عدة مرات.
بطولة أندية الجمهورية بألعاب القوى عدة مرات.

## مشاركات خارجية
دوري أبطال آسيا:
بطولة عام 2006:
خروج من دور المجموعات بعد احتلاله المركز الثالث برصيد 8 نقاط بعد باختكور أوزباكستان برصيد 10 نقاط والقادسية الكويت برصيد 11 نقطة، حقق فوزين وتعادلين وخسارتين، سجل 6 أهداف وتلقى 7 أهداف
 
بطولة عام 2007:
خروج من دور المجموعات بعد احتلاله المركز الرابع برصيد 3 نقاط بعد العين برصيد 6 نقاط والشباب برصيد 10 نقاط وسيباهان أصفهان برصيد 13 نقطة، حقق ثلاث تعادلات وثلاث خسارات، سجل 3 أهداف وتلقى 13 هدف
بطولة عام 2008:
خروج من دور المجموعات بعد احتلاله المركز الرابع برصيد 6 نقاط بعد سيباهان أصفهان برصيد 7 نقاط والاتحاد السعودي برصيد 9 نقاط وبونيودوكور أوزباكستان برصيد 13 نقطة، حقق فوزين و4 خسارات
كأس الاتحادالآسيوي:

بطولة عام 2010:
الفوز بلقب البطولة على حساب القادسية الكويتي بركلات الترجيح 4-2 بعد نهاية الوقتين الأصلي والإضافي بالتعادل 1-1 يوم السبت 6 تشربن الثاني في المباراة النهائية التي أقيمت في ستاد جابر الأحمد الدولي في مدينة الكويت.
بعد مشوار طويل في البطولة
دوري أبطال العرب:

بطولة عام 2004:
خرج الاتحاد من الدور الأول على يد نادي اتحاد جدة (السعودية) بتعادل في حلب 0-0 وخسارة في جدة 0-2
بطولة عام 2009:
تأهل إلى دور الـ16 بعد إقصائه نادي اتحاد عنابة الجزائر بركلات الترجيح بعد التعادل بدون أهداف ذهابا وإيابا
وخرج الاتحاد من دور الـ 16 على يد نادي الرجاء البيضاوي (المغرب) بعد فوز في حلب 1-0 وخسارة في الدار البيضاء 0-2
بطولة الأندية الآسيوية: 
بطولة عام 1985:
استضافها نادي أهلي جدة في المملكة العربية السعودية، واحتل النادي المركز الرابع، فقد فاز على بطل تايلاند وتعثر أمام بطل كوريا الجنوبية بطل المسابقة، وفي الدور النصف النهائي خسر بصعوبة أمام أهلي جدة بهدف جاء في الدقيقة /119/.
الأندية العربية لأبطال الكؤوس:
بطولة عام 1995:
في تونس وكان قد تصدر مجموعته في الأردن بعد تعادله مع شباب رفح الفلسطيني بهدف لكل فريق، وفوزه على الفيصلي (بطل الأردن) بهدف واحد، وفي النهائيات خسر بصعوبة أمام الأهلي المصري والأفريقي التونسي بهدف مقابل لاشيء وفاز على النصر الإماراتي بثلاثة أهداف مقابل لاشيء.
بطولة الأندية الأوروبية البطلة بكرة السلة:
بطولة عام 1979:
شارك النادي في البطولة الأوروبية بعد حصوله على أول بطولة للدوري السوري وضمت آنذاك مجموعته نادي بارتيزان بلغراد (يوغسلافيا) ونادي الهونفيد المجري (هنغاريا) ونادي بارتيزانا (ألبانيا)

## هدافون
أحرز عدد من اللاعبين لقب هداف الدوري السوري وهم :
1. عبد الملك حزام هداف دوري عام 1964-1965 برصيد 7 أهداف
2. محمد هواش هداف دوري عام 1967-1968 برصيد 8 أهداف من 16 مباراة
3. محمود سلطان هداف دوري عام 1975-1976 برصيد 25 هدف من 22 مباراة
4. محمود السيد هداف دوري عام 1987-1988 برصيد 11 هدف من 22 مباراة
5. محمد عفش هداف دوري عام 1991-1992 برصيد 19 هدف من 22 مباراة
6. مهند البوشي هداف دوري عام 1992-1993 برصيد 11 هدف من 24 مباراة، مناصفة مع اللاعب عساف خليفة الوحدة
7. رضوان الأبرش هداف دوري عام 2001-2002 برصيد 14 هدف من 18 مباراة

وفاز اللاعب محمد عفش بجائزة الحذاء الذهبي التي يقدمها الاتحاد العربي لكرة القدم لهداف الدوري في الوطن العربي، وتصدر اللاعب محمد عفش قائمة الهدافين العرب.
ويعتبر الهداف محمود سلطان أفضل مهاجم سوري بتسجيله 25 هدفاً خلال 22 مباراة أي بنسبة تسجيل بلغت 1.13 في المباراة الواحدة وهي أعلى نسبة تسجيل في تاريخ الدوري السوري.

## مدربون

### المدربين السابقين
- عبد القادر طيفور (1965-67)
- زاكي ناطور (1967-77)
- محمود سلطان (1981-84)
- وائل العقاد (1990)
- نائل برغل (1990-91)
- أحمد حواش (1992-93)
- فاتح زكي (1994-95)
- جيرزي نيفرلي (1999-00)
- أوزفالدو أرديليس (2001)
- ستيفن جينوف (2001-02)
- حسن الشاذلي (2002-03)
- أمين علاتي (2003)
- محمود أبو رجيلة (2004)
- ياسر السباعي (2004-05)
- أحمد حواش (2005-06)
- حسين عفش (2006-07)
- أوسكار فيلوني (2007-08)
- فاليريو تيتسا (2008-2009)
- حسين عفش (2009)
- خوسيه فيرناندو راشاو (2009)
- محمد ختام (2009)
- فاتح زكي (2009-10)
- فاليريو تيتسا (2010)
- كمال أليسباهيتش (2011)
- أمين علاتي (2011)
- حسين عفش (2012)
- عمار ريحاوي (2013)
- أنس صابوني (2014)
- رضوان الأبرش (2014)

### المدرب الحالي
- ماهر بحري
- (2022-حتى الآن)